# ميشلين واندور
ميشلين دينا صموئيل (20 إبريل 1940) تعرف باسم ميشلين. هي كاتبة مسرحية وناقدة ومذيعية وشاعرة ومحاضرة وموسيقية إنجليزية. وتوفيت عن عمر يناهز الـ80 عام.

## النشأة والتعليم
ولدت ميشلين وندور في إسكس عام 1940، هي ابنه أبراهام صامويلز وروزاليا واندر، وهم من اليهود الروس المهاجرين في أوائل القرن العشرين. ألتحقت بالمدارس الثانوية الحديثة في تشينغفورد، ودرست اللغة الإنجليزية بكلية نيونهام، كامبردج. وتخرجت في عام 1962، كما حصلت علي درجة الماجيستير في علم الاجتماع والأدب من جامعة إسكيس، وفي الموسيقي من جامعة لندن.

## المهنة
منذ عام 1969، أصبحت واندور من نشطاء حركة تحرير المرأة، وفي عام 1972، كتبت مجموعة مقالاتها الأولي بعنوان "الجسد السياسي. كانت واندور مُحررة شعرية لمجلة Time Out الأصلية بداية من عام 1971 وحتي عام 1987، وفي عام 1982 أدرجت عملها في أوراق اللمس: ثلاثة شعراء المرأة (مع ميشيل روبرتس وجوديث كازانتزيس، التي نشرتها أليسون وبوسبي، وتعتبر أول امرأة تقدم مسرحية على إحدي المسارح الرئيسية "مسرح ليتيلون" بالمسرح الوطني اليهودي المتجول من رواية " يوجين سو"، والتي تم عرضها في عام 1987.
في أواخر السبعينات، قامت واندور بتحرير العديد من الروايات لراديو«بي بي سي»، بالإضافة إلي أعمال جين أوستن ومارجريت درابل وجورج إليوت وروديارد كيبلينج.
وفي عام 2004 ظهرت مجموعتها من القصص القصيرة "العلاقات الخاطئة" وتتصف واندور نفسها بأنها "ملحدة يهودية جيدة، ويعكس شعرها الأخير خلفيتها وتاريخ اليهود في إنجلترا، وتخلد موسيقى الأنبياء (2007) الذكرى 350 لعودة اليهود إلى إنجلترا عام 1657 في عصر كرومويل.
درست واندور في مدرسة جيلدهول للموسيقى والدراما بلندن ، وجامعة لندن متروبوليتان ومؤسسات مماثلة في الخارج، وعملتا في جامعة لانكستر محاضرة في الكتابة الإبداعي، في عام 2008، نشر ماكميلان أفكار واندور حول هذا الموضوع، المؤلف ليس ميتًا، فقط في مكان آخر: إعادة صياغة الكتابة الإبداعية 
وفي عام 1963 تزوجت ميشلين واندور من الوكيل الأدبي إد فيكتور. وانفصلا في عام 1975 ولديهما ولدان.